# Маркай, Денис
Денис Маркай (алб. Denis Markaj; 20 февраля 1991 года, Джяковица) — косоварский футболист, играющий на позиции защитника.

## Клубная карьера
Денис Маркай начинал свою карьеру футболиста в швейцарском клубе «Баден». С 2008 по 2012 год он выступал за «Баден» в Первой лиге, третьем уровне в системе швейцарских футбольных лиг. В начале 2012 года Маркай на правах ареды перебрался в клуб Челлендж-лиги «Кьяссо». В новой команде он стал игроком основного состава. 11 марта 2012 года он забил свой первый гол в Челлендж-лиге, доведя счёт до крупного в домашнем поединке против «Делемона».
По завершении срока аренды Маркай перешёл в команду «Беллинцона», также в то время выступавшую в Челлендж-лиге. Сыграв за неё несколько матчей в зимний перерыв сезона 2012/13 Маркай был отдан в аренду клубу Челлендж-лиги «Лугано». В составе этой команды Маркай в сезона 2014/15 выиграл Челлендж-лигу и пробился в швейцарскую Суперлигу. В начале июля 2015 года он стал игроком «Арау», но продолжил выступать за «Лугано» на правах аренды.
В главной футбольной лиге Швейцарии Маркай дебютировал 19 июля 2015 года в гостевом матче против «Санкт-Галлена». В начале февраля 2016 года срок аренды истёк, и Маркай на тех же правах перешёл в клуб Челлендж-лиги «Ле-Мон».

## Карьера в сборной
Денис Маркай провёл 2 матча за сборную Косова, против сборных Экваториальной Гвинеи и Албании. Обе встречи носили товарищеский характер и состоялись в Приштине.

## Статистика выступлений

### В сборной
| Матчи и голы Дениса Маркая за сборную Косова | Матчи и голы Дениса Маркая за сборную Косова | Матчи и голы Дениса Маркая за сборную Косова | Матчи и голы Дениса Маркая за сборную Косова | Матчи и голы Дениса Маркая за сборную Косова | Матчи и голы Дениса Маркая за сборную Косова | Матчи и голы Дениса Маркая за сборную Косова |
| №                                            | Дата                                         | Место проведения                             | Соперник                                     | Счёт                                         | Голы                                         | Соревнование                                 |
| -------------------------------------------- | -------------------------------------------- | -------------------------------------------- | -------------------------------------------- | -------------------------------------------- | -------------------------------------------- | -------------------------------------------- |
| 1                                            | 10 октября 2015                              | Городской стадион, Приштина                  | Экваториальная Гвинея                        | 2:0                                          | —                                            | Товарищеский матч                            |
| 2                                            | 13 ноября 2015                               | Городской стадион, Приштина                  | Албания                                      | 2:2                                          | —                                            | Товарищеский матч                            |

Итого: 2 матча / 0 голов; national-football-teams.com.